# Рио-Торола
Рио-Торола (исп. Río Torola) — река в Центральной Америке, на северо-востоке Сальвадора и юге Гондураса. Имеет длину в 100,3 км.

## Описание
Исток находится в 10 км севернее муниципалитета Лислике на севере департамента Ла-Уньон в Сальвадоре. Рио-Торола образована слиянием реки Лахитас и ручья Мансукупагуа. Впадает в реку Рио-Лемпа.
Течёт в направлении с востока на запад. Часть реки служит географической границей между государствами Сальвадор и Гондурас. По течению пересекает муниципалитеты Коринто, Какаопера, Делисиас-де-Консепсьон, Осикала, Меангуэра, Гуалококти, Эль-Росарио, Сан-Симон, Сан-Исидро и Торола в департаменте Морасан и муниципалитеты Сан-Антонио, Каролина, Сан-Луис-де-ла-Рейна, Сан-Херардо и Нуэво-Эден-де-Сан-Хуан в департаменте Сан-Мигель. Является одной из природных достопримечательностей Сальвадора.